# Charles-Alexandre Thirion
Pour les articles homonymes, voir Thirion.
Charles-Alexandre Thirion, dit Charles Thirion, né le 26 février 1827 à Rouen (Seine-Inférieure) et mort le 27 décembre 1901 à Arcachon (Gironde), est un ingénieur cofondateur de l'Association française pour la propriété industrielle.

## Biographie
En 1849, il entre l’École centrale des arts et manufactures de Paris (Centrale Paris), dont il sort en 1852 pour fonder un important cabinet d'ingénieurs civils.
Il acquiert une grande notoriété par ses travaux sur les questions relatives à la propriété industrielle.
En 1878, il organise les congrès et conférences de l'Exposition universelle de Paris. Il s'occupe particulièrement comme secrétaire général, du Congrès de la Propriété industrielle. De ce congrès découla la Convention internationale de l'Union pour la protection de la Propriété industrielle, du 20 mars 1883.
En 1878, il est nommé chevalier de la Légion d'honneur.
Il est, en 1889, secrétaire général, puis en 1890, vice-président de l'Association française de la propriété industrielle.
Il est inhumé au cimetière du Père-Lachaise (67e division) le 31 décembre 1901.
Il est le frère cadet de l'écrivain Émile-Ambroise Thirion.

## Œuvres
- Observations sur le projet de loi des chemins de fer départementaux, 1865.
- « Les Publications industrielles en France », appel à la collaboration de tous dans le journal La Propagation industrielle, Office industriel des brevets d'invention, 1867, 24 pages.
- Documents à consulter concernant l'obtention et la conservation des brevets d'invention en France et à l'étranger, 2e édition, Office industriel des brevets d'invention, 1869, 36 pages.
- Instructions pour la mise en exploitation des brevets en France, 1876, 14 pages.
- Instructions concernant la recherche de la nouveauté en matière de brevets d'invention, 1877, 8 pages.
- Dessins et modèles de fabrique en France et à l'étranger, législations comparées : Appendice contenant l'étude comparative de la future législation française sur les dessins et modèles industriels, éd. Marchal, Billard et Cie, 1877, 144 pages.
- Tableau synoptique et comparatif des législations française et étrangères sur les brevets d'invention, Imprimerie de P. Dupont, 1878.
- Le Congrès international de la propriété industrielle tenu à Paris en 1878 : analyse et commentaire. Premier volume: questions générales, brevets d'invention, Aux bureaux de l'office des brevets d’invention, 1880 - 256 pages.
- Renseignements pratiques pour l'obtention des brevets d'invention en France et à l'étranger, et le dépôt des marques, dessins et modèles de fabrique, nouvelle édition, 1880, 12 pages.
- Nouveau système de chemin de fer aérien, monorail breveté par M. Joe V. Meigs, de Lowell (Massachusetts), États-Unis d'Amérique, impr. de Chaix, 1888, 1 vol. (16 p.) : fig., couv. ill. ; In-8°.
- Carnet de l'inventeur et du breveté, précis des législations française et étrangères, renseignements et conseils pratiques ; memento pour l'enregistrement des échéances d'annuités, 1891.
- Renseignements pratiques sur les marques de fabrique en France et à l'étranger, 1901.
- Renseignements pratiques sur les brevets d'invention en France et à l'étranger, et les dessins et modèles de fabrique, 1899.
- Practical information relative to patents for inventions in France and abroad, and relative to designs (whether consisting of pattern or form), avec Joseph Bonnet (ingénieur), 1900, 48 pages.